# Woofer

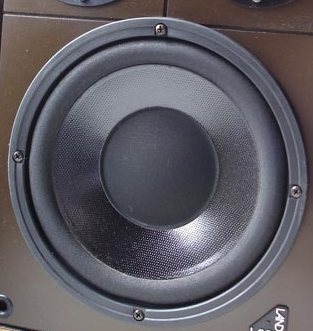
Un altavoz de graves.

Corte de un altavoz de graves, no a escala.

Woofer o altavoz de graves es el término usado comúnmente para designar al altavoz diseñado para producir sonidos de bajas frecuencias, generalmente desde los 30 hasta los 1000 Hz.  La palabra surgió de la onomatopeya inglesa del ladrido de un perro, woof (en contraste con el nombre usado para los altavoces de altas frecuencias, tweeter). En pocas palabras, un woofer produce sonidos graves en mayor parte. 
El altavoz de graves es un dispositivo electromagnético. Utiliza un cono unido mediante adhesivos a una bobina de voz rodeada, a su vez, por el campo magnético de un imán permanente. La bobina de voz y el imán en la base forman un motor eléctrico lineal. Cuando la corriente eléctrica fluye por la bobina, esta se mueve respetando la regla de la mano derecha, causando el ascenso o descenso del cono, dando lugar a un movimiento similar al de un pistón. El movimiento creado en el cono produce las ondas sonoras de salida.

## Características electromagnéticas

### Diseño
Existen muchos retos en el diseño y producción de un altavoz de graves, principalmente los relacionados con la mecánica. Lo más buscado es que el movimiento del cono reproduzca fielmente los impulsos eléctricos aplicados a la bobina, como lo es manejar sonidos de alto volumen sin distorsión. En relación con la impedancia, esto posibilita con el uso de amplificadores electrónicos de baja impedancia.
Diseñar un altavoz de graves implica el máximo rendimiento al transformar la señal de salida de un amplificador a ondas sonoras con alta fidelidad y se complica un poco con el uso de un gabinete de sonido o caja infinita. Si se hace correctamente, los problemas mecánicos se ven disminuidos.
El reflector de bajos de más uso fue patentado en Estados Unidos por Albert L. Thuras, de Laboratorios Bell, en 1932. Antes de esta fecha, los altavoces eran empotrados simplemente en otra superficie y las bajas frecuencias se perdían en la parte trasera del dispositivo.
A. N. Thiele, en Australia, y más tarde Richard Small, en Estados Unidos, adaptaron en un principio los filtros de cruces para el diseño de recintos acústicos, particularmente en bajas frecuencias, que es el rango de operación del woofer. Este fue un avance en el diseño de interconexiones con altavoces de graves y ahora es practicado casi universalmente, salvo excepciones, por ingenieros acústicos.
Para realizar un arreglo beneficioso con woofers, se deben tener en cuenta los parámetros Thiele/Small, que son las mediciones eléctricas, magnéticas y mecánicas del altavoz. Estos datos se incluyen en las especificaciones de los altavoces de graves de mayor calidad.
La frecuencia de resonancia es uno de estos parámetros. Esta se define como la frecuencia material de vibración y se determina por los elementos móviles del altavoz (bobina, cono, cubrepolvo).
Todos los altavoces de graves poseen propiedades eléctricas y mecánicas que determinan el recinto acústico más idóneo para cada dispositivo.
Las canastas más difundidas son las de metal, preferentemente de aluminio, para hacerlas de bajo costo; la desventaja con éstas es que ante presiones fuertes, volúmenes altos o golpes, pueden perder su forma.

### Rangos de frecuencia
En condiciones normales de presión, el ser humano es capaz de escuchar por encima de los 20 Hz. Un altavoz que sea capaz de producir sonidos desde 50 Hz basta para la mayoría del repertorio musical. La única excepción real es con órganos muy grandes, que pueden generar frecuencias realmente muy bajas.

### Potencia admisible
Uno de los aspectos más importantes del woofer es su potencia admisible, que es la potencia máxima que puede manejar sin dañarse. En situaciones en que el altavoz de graves emite sonidos con volúmenes altos, la bobina puede sobrecalentarse y deteriorarse.
Existen dos límites: el térmico y el mecánico. El mecánico se alcanza cuando el cono supera una cantidad determinada de movimientos y se daña. El límite térmico se alcanza cuando se aplica demasiada potencia a una bocina y esta se sobrecalienta, sin que los límites mecánicos sean superados. Si se sobrepasa el límite térmico y la energía no se disipa de alguna manera, los adhesivos pueden derretirse y la bobina puede deformarse. Cualquiera de estos eventos puede mermar, quizá permanentemente, al altavoz.

## Características mecánicas

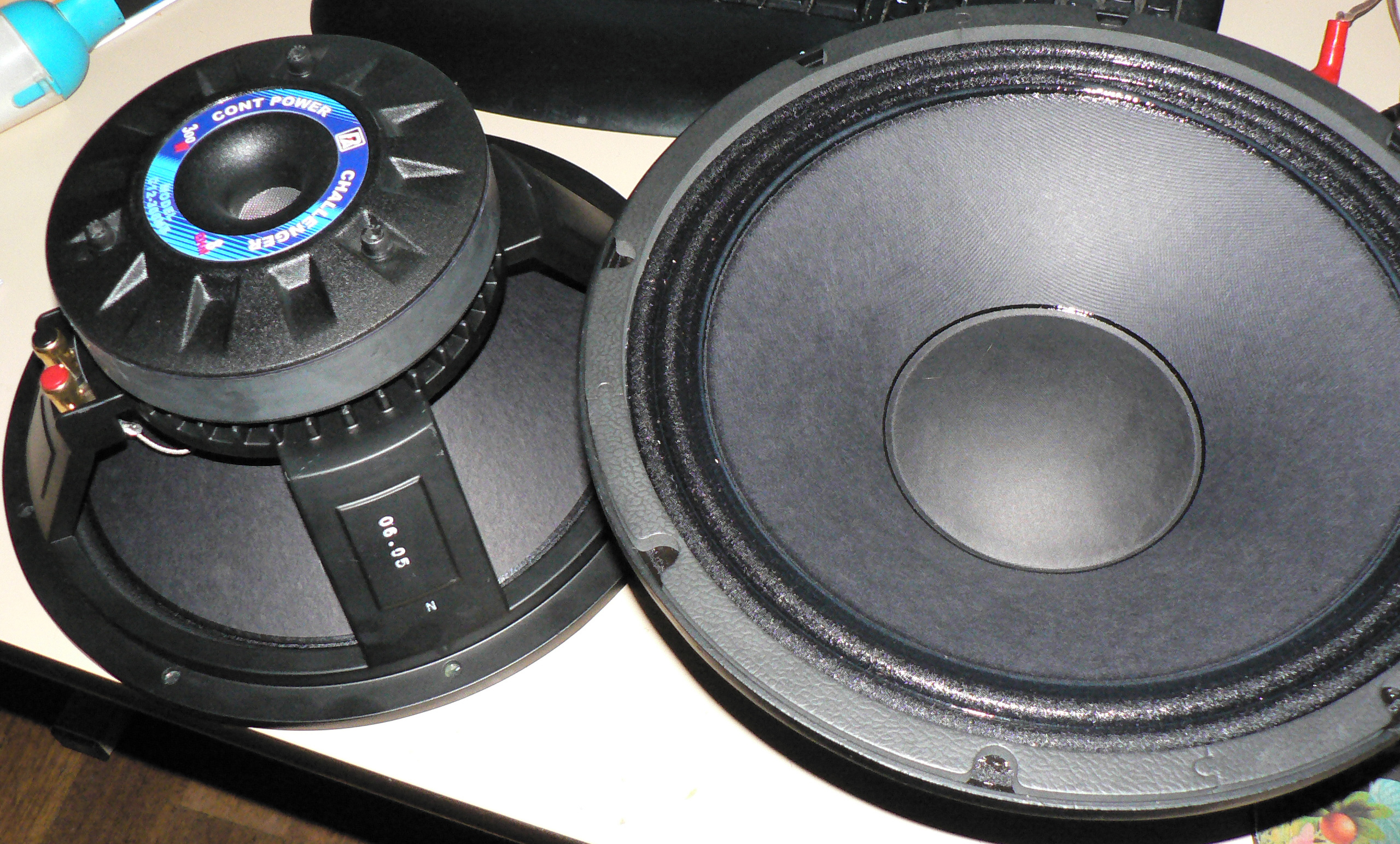
Un par de altavoces de graves, vista frontal y posterior.

### Cono
Todo material del que esté hecho el cono del altavoz de graves presenta ventajas y desventajas. Las propiedades más deseadas en los conos son resistencia (en el sentido de durabilidad, no de resistividad) y bajo peso. Materiales poco usuales como el Kevlar o el magnesio son ligeros y resistentes, pero presentan algunos problemas con oscilación de voltaje. Los materiales como papel y algunos polímeros no presentan estas oscilaciones no deseadas, pero pueden ser más pesados y de menor resistencia.

### Canasta o marco
El marco o canasta del woofer es la estructura que sostiene al cono, la bobina y el imán en su posición correcta. Ya que el espacio que tiene la bobina para desplazarse es tan angosto, es indispensable que sea rígido para evitar que esta entre en contacto con el imán.